# セント・ポールズ・スクール (ニューハンプシャー州)
セント・ポールズ・スクール（St. Paul’s School、SPS）は、アメリカ合衆国ニューハンプシャー州コンコードにボストン在住のジョージ・シャタック医師が自らの避暑地を寄贈して設立された私塾に由来し、高等教育進学準備のための私立ボーディングスクール。現在は男女共学。米国聖公会所属であるが、多くの学生は教会員ではない。
ミルビル（Millville）は、セント・ポールズ・スクール学校内を構成する建築物によるコミュニティーに与えられた愛称であり、学校に関連する事で頻繁に使用される用語でもある。
また、アメリカ合衆国において、最初にアイスホッケーの試合が行われた場所であり、最初にラケットボール、及び、スカッシュのコートが開設された学校で、いわゆるテン・スクール校の一つである。
1949年以来、日本の私立学校である成蹊高等学校と交換留学制度を設けている。

## 歴史
- 1856年、男子制度を採用するボーディング・スクールとして、アメリカ合衆国ニューハンプシャー州コンコードに創設された。
- 1971年、セント・ポールズ・スクールは、男女共学制度を採用する。

## スクールライフ

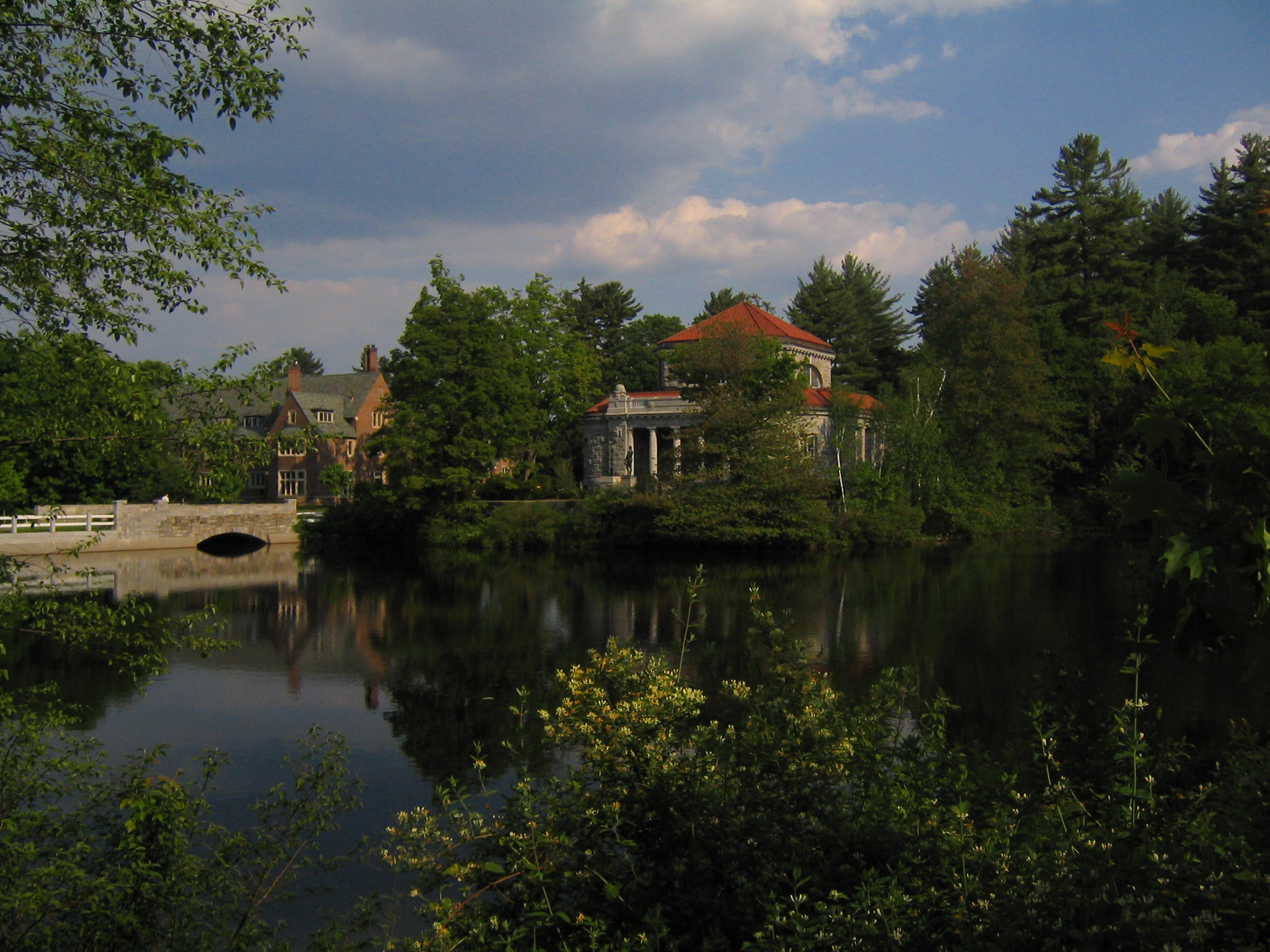

セント・ポールズ・スクールは、数多くの伝統で知られ、代表例として「クリケット・ホリデイ」という学校行事がある。クリケット・ホリデイは、新学期の始まりのある晴れた爽やかな秋の日に、学校長が、朝の礼拝で発表するものである。当日は授業は延期され、学生は、様々な活動に参加することになる。

## 主な卒業生
主要記事：w:List of St. Paul's School alumni
- ジョン・ジェイコブ・アスター4世（大富豪。タイタニック乗客）
- キャサリン・オクセンバーグ（女優）
- ジョン・ケリー（民主党の政治家）
- ギャリー・トゥルードー（漫画家）
- ルイス・プレストン（世界銀行元総裁）
- リック・ムーディ（作家）
- サミュエル・エリオット・モリソン（ハーヴァード大学教授）
- 槙原稔（実業家）
- 有馬龍夫（外交官）
- 清水義明（プリンストン大学名誉教授）